# Gabčíkovo (vodní dílo)
Gabčíkovo (někdy ve zkratce VDG) je vodní dílo na Dunaji v Bratislavě a jihovýchodně od ní v Trnavském kraji, na jižním Slovensku těsně na hranici s Maďarskem. Přehradní hráz s vodní elektrárnou je postavena přibližně 1 km jižně od obce Gabčíkovo, podle níž je také dílo pojmenováno. Vzniklá přehradní nádrž má rozlohu 46 km², nachází se v ní skupina 12 ostrůvků (Benkove ostrovy) a zasahuje i do Bratislavského kraje. Leží v nadmořské výšce 131 m.

## Historie

### Projekt a zahájení stavby
Původně mělo jít o společnou československo-maďarskou stavbu s cílem jednak zabránit záplavám v této oblasti, jednak zlepšit splavnost této části řeky. Dvě velké povodně v letech 1954 a 1965 právě poničily velkou část domů a způsobily značné ztráty. Stavba velké přehrady se začala rýsovat již v roce 1976. Tehdy byl realizován tzv. Společný smluvní projekt, vypracovaný oběma stranami (ČSSR a Maďarskem). Maďarská strana následně vypracovala prováděcí projekty, československá strana pak projekt úvodní. Společná investice rozdělila stavební náklady v poměru 1:1. Protože většina přehrady se nacházela na území ČSSR, muselo Maďarsko zajistit výstavbu některých částí díla i za svými hranicemi.
Protože se stavba nachází v nížině, znamenalo by zahrazení řeky vytvoření velké záplavové oblasti a rozsáhlého jezera. Proto byly jeho hranice pevně stanoveny hrázemi, jejichž výška dosahuje více než 10 metrů. Vzniknout tedy měla rozsáhlá vodní nádrž, schopná zadržet velký přísun vody a umožnit plavbu lodím říčně-námořního typu.
V průběhu 80. let protesty v Maďarsku značně snížily kredit této stavby v zemi; roku 1988 se přidala i některá československá ekologická sdružení. Maďarská vláda se – v období politických změn v zemi – rozhodla jednostranně spolupráci na stavbě přerušit. Stalo se tak v květnu a říjnu 1989, a to aniž by to bylo ohlášeno či prokonzultováno s československou stranou. V té době byla stavba hotova již z 90 %. Praha okamžitě vznesla proti postupu svého partnera námitky.

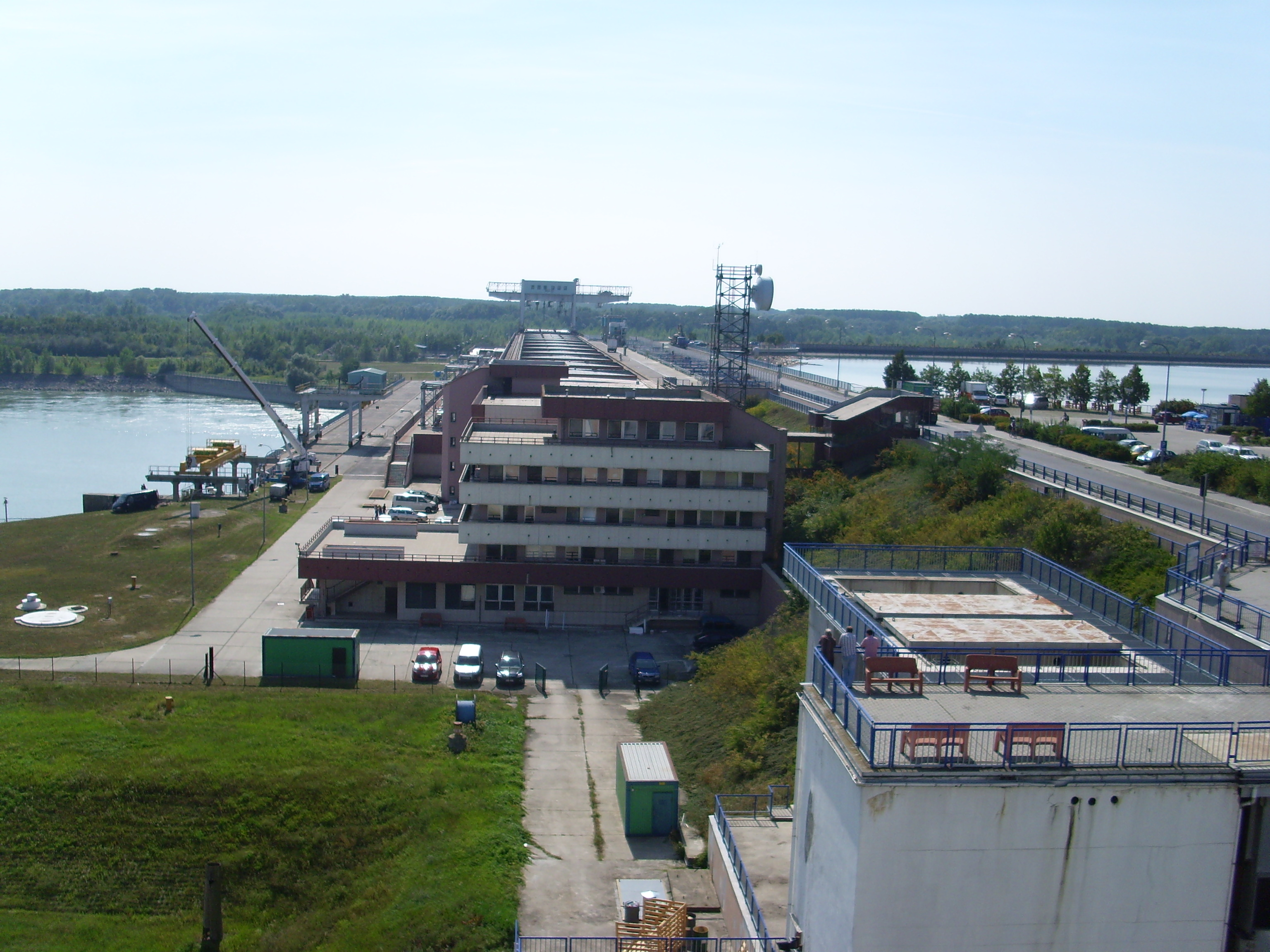
Pohled na hráz s elektrárnou

### Spory o dostavbě
V letech 1990 a 1991 tak probíhaly diskuze, zda hydroelektrárnu dobudovat, či nikoliv. Zatímco maďarská strana poukazovala na mnohá ekologická rizika, spojená se skutečností, že nádrž se nachází hned na začátku maďarské části toku Dunaje, českoslovenští odborníci odmítali další dlouhé vědecké studie, které by potvrdily či vyvrátily maďarské obavy. Ačkoliv se konala různá oboustranná jednání, nedošla k žádnému východisku.
V červenci 1991 se nakonec Československo rozhodlo ve stavbě pokračovat. Již vynaložené náklady na výstavbu byly nemalé a případné zastavení prací by znamenalo velké ztráty. Do listopadu téhož roku bylo vytvořeno celkem 7 alternativ (některé měly další podvarianty), jak VDG dobudovat. Označeny byly písmeny a byly následující:
| # | Charakteristika | Výsledek                                      |
| - | --- | --------------------------------------------- |
| A | Dobudovat přehradu ve spolupráci s maďarskou stranou podle původního projektu                                                                                  | vyhodnocena jako nejvhodnější, avšak nereálná |
| B | Dobudovat pouze československou část vodního díla |                                               |
| C | Upravit vodní dílo tak, aby fungovalo bez objektů na maďarské straně. Společná nádrž bude rozdělena hrází na dvě; přehradu v Dunakiliti nahradí nová v Čunově. | vítězný návrh                                 |
| D | Dostavba přehrady pouze v horní části, dokončení přehrady v Dunakiliti                                                                                         |                                               |
| E | Využití VDG pouze pro plavební účely a pro regulaci před povodněmi                                                                                             |                                               |
| F | Zastavení stavebních prací, zakonzervování v původním stavu |                                               |
| G | Odstranění všech staveb a uvedení oblasti do původního stavu před rokem 1977                                                                                   |                                               |

Nejlépe byla hodnocena první z variant, byla však vzhledem k situaci nerealizovatelná. Vítěznou se nakonec stala varianta C, následovala pak možnost D v modifikaci DC. Ta by si však vyžádala vystavění celého komplexu přehrad pod Petržalkou, což bylo ekonomicky příliš nákladné. I přesto byla výsledná varianta považována za dočasnou.

### Jednostranné dokončení

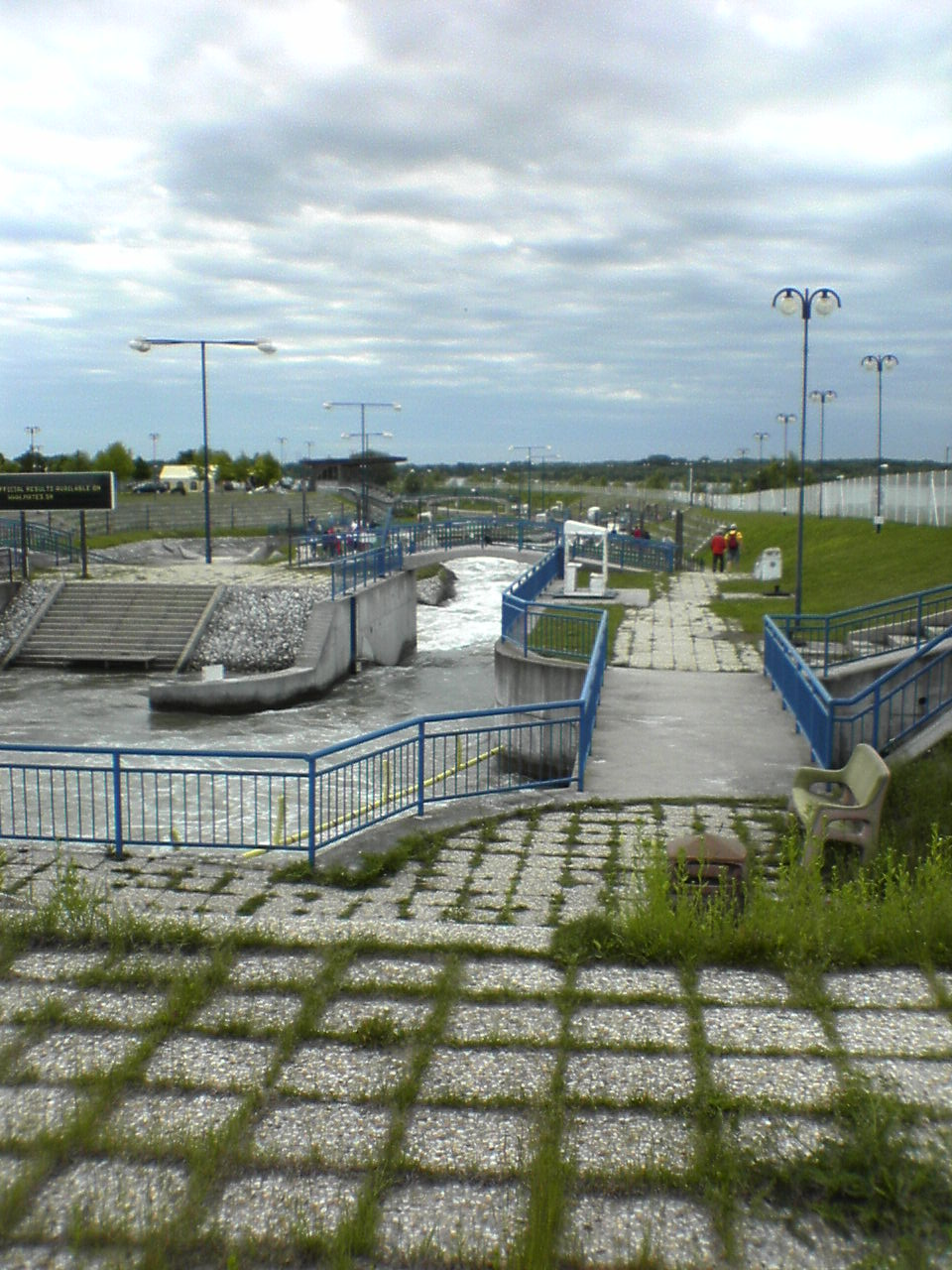
U elektrárny Čunovo vznikla také sportovní zařízení, včetně kanálů s divokou vodou

Podle vítězného návrhu tedy mělo být vodní dílo dostavěno jen v omezené podobě a tak, aby nezasahovalo na území Maďarska (tj. plocha vodní nádrže byla zmenšena o cca 40 %).
Některé z již dokončených staveb, které se nacházely na československém území, tak musely doplnit ještě další. Jejich realizace byla rozdělena do dvou etap (nejprve urychlené dobudování nezbytných objektů, později dokončení elektráren a zbytku komplexu). Jedná se o stavby následující:
- Vodní elektrárna u Čunova s instalovaným výkonem 24,2 MW; zajišťující dohodnuté množství vody 400 m³/s pro původní koryta Dunaje. Doplňují ji plavební kanály a sportovní zařízení. Kousek od slovenské obce Dobrohošť byla následně na maďarské straně dokončena, jako jediná stavba původního projektu, přehrada u obce Dunakiliti, udržující jak průtok Dunajem, tak i výši hladiny spodních vod.
- Vodní elektrárna o výkonu 1,2 MW – odběrný objekt, přepouštějící vodu do mošoňského Dunaje, který zajistil přívod vody na maďarskou stranu.
- Dělicí hráz, která vyčlenila z původní velké nádrže pouze slovenskou část.[2] Ta byla vystavěna v říjnu 1992.

Většina toku řeky byla následně odkloněna na československé území do přívodního kanálu 23. října 1992; původní koryto bylo sice ponecháno, průtok v něm byl ale snížen. Slepá ramena Dunaje byla částečně zasypána a jistým způsobem poupravena. Mezi hrází přívodního kanálu a původním ramenem zůstaly odříznuty na umělém ostrově celkem tři vesnice – Bodíky, Vojka nad Dunajom a Dobrohošť. Ve své tehdy provizorní podobě tak bylo vodní dílo uvedeno do provozu v říjnu 1992. Sekundární části stavby (elektrárna apod.), umístěné poblíž Gabčíkova, se spustily v roce 1996 už samostatným Slovenskem. Celkové náklady na dokončení elektrárny jednostranně dosáhly v cenové úrovni roku 1993 celkem 6 miliard Sk.

### Pokračující spory
Odstoupení Maďarska od smlouvy bylo i po dobudování vodního díla předmětem dlouholetého mezinárodního právního sporu mezi Slovenskem a Maďarskem. Zdlouhavá jednání mezi oběma znesvářenými stranami, která probíhala mezi lety 1989 a 1992 i později, nevedla k úspěchu. V roce 1997 podaly smluvní strany celý spor k mezinárodnímu soudu v Haagu. Ten uznal, že země neměla od smlouvy odstupovat a že ČSFR byla oprávněna ve výstavbě pokračovat, ne ji však uvést do provozu. V jednáních mezi Slovenskem (které po rozdělení ČSFR převzalo veškeré závazky za tento problém) se pokračovalo i v prvním desetiletí 21. století, ne však již tolik energicky. Došlo sice k jistým posunům, hlavně díky tomu, že obě země musí dodržovat od svého vstupu do EU evropské právní směrnice a normy, k samotnému výsledku se však stále nedospělo.

## Přínosy

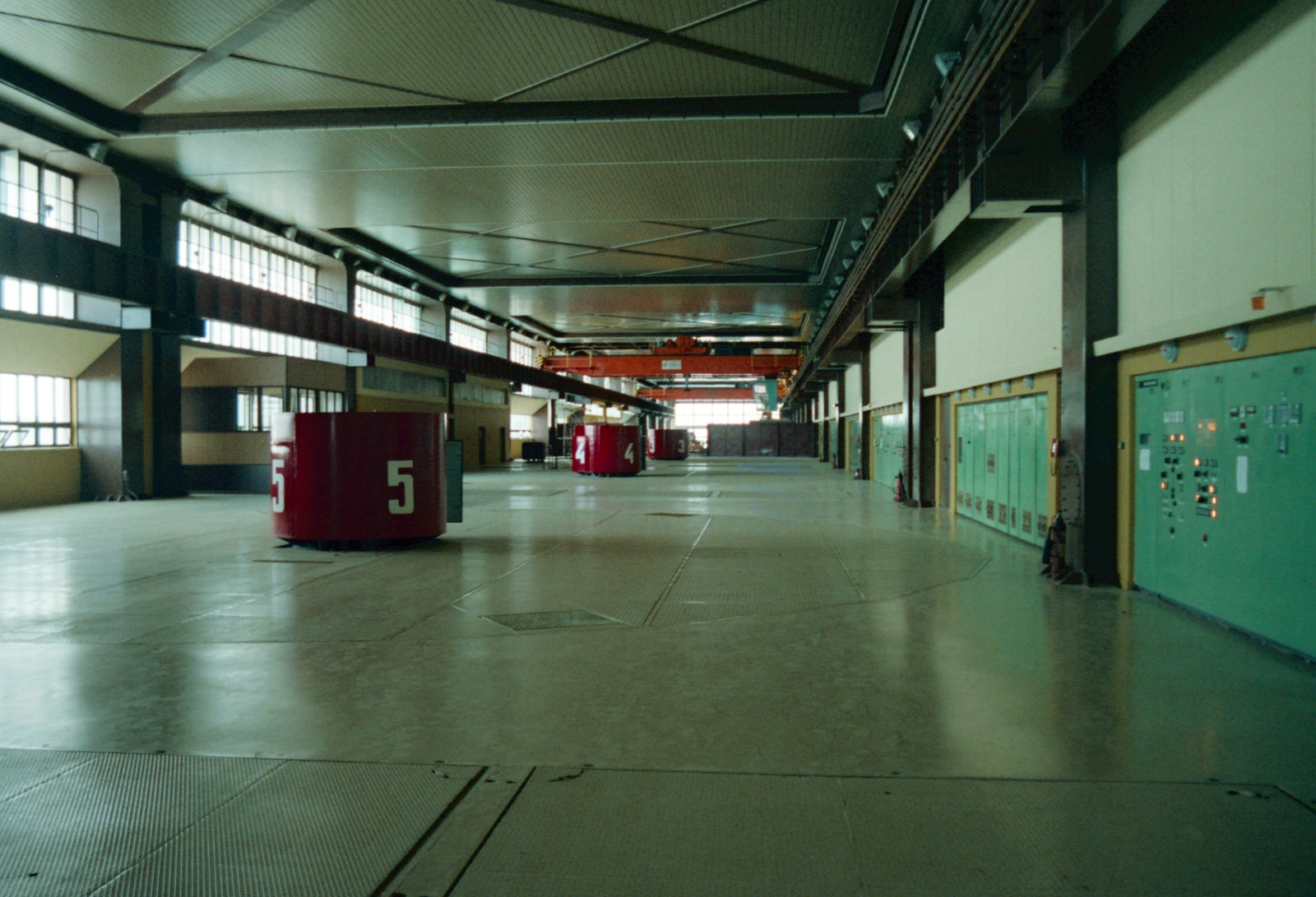
Strojovna hydroelektrárny
pod červenými kryty se nacházejí osy generátorů

- Výroba elektrické energie – 8 hydroagregátů je schopno generovat 720 MW. Bez dobudované vyrovnávací nádrže u Nagymaros lze tento výkon využít maximálně z poloviny.
- Ochrana území před záplavami, které v minulosti způsobily značné škody.
- Regulace výšky hladiny Dunaje – celoroční splavnost řeky.
- Stabilizace toku řeky znamenala zlepšení environmentálních parametrů, např. zvýšení kvality pitné vody.

## Stupeň Nagymaros
Stupeň na maďarské straně měl sloužit jako vyrovnávací nádrž pro elektrárnu na VDG. Aby byl umožněn její špičkový provoz, tento stupeň měl být vybaven průtočnou elektrárnou o výkonu 158 MW, dále měl zlepšit plavební podmínky na Dunaji v délce okolo 95 km.